# プレンツラウアー・ベルク

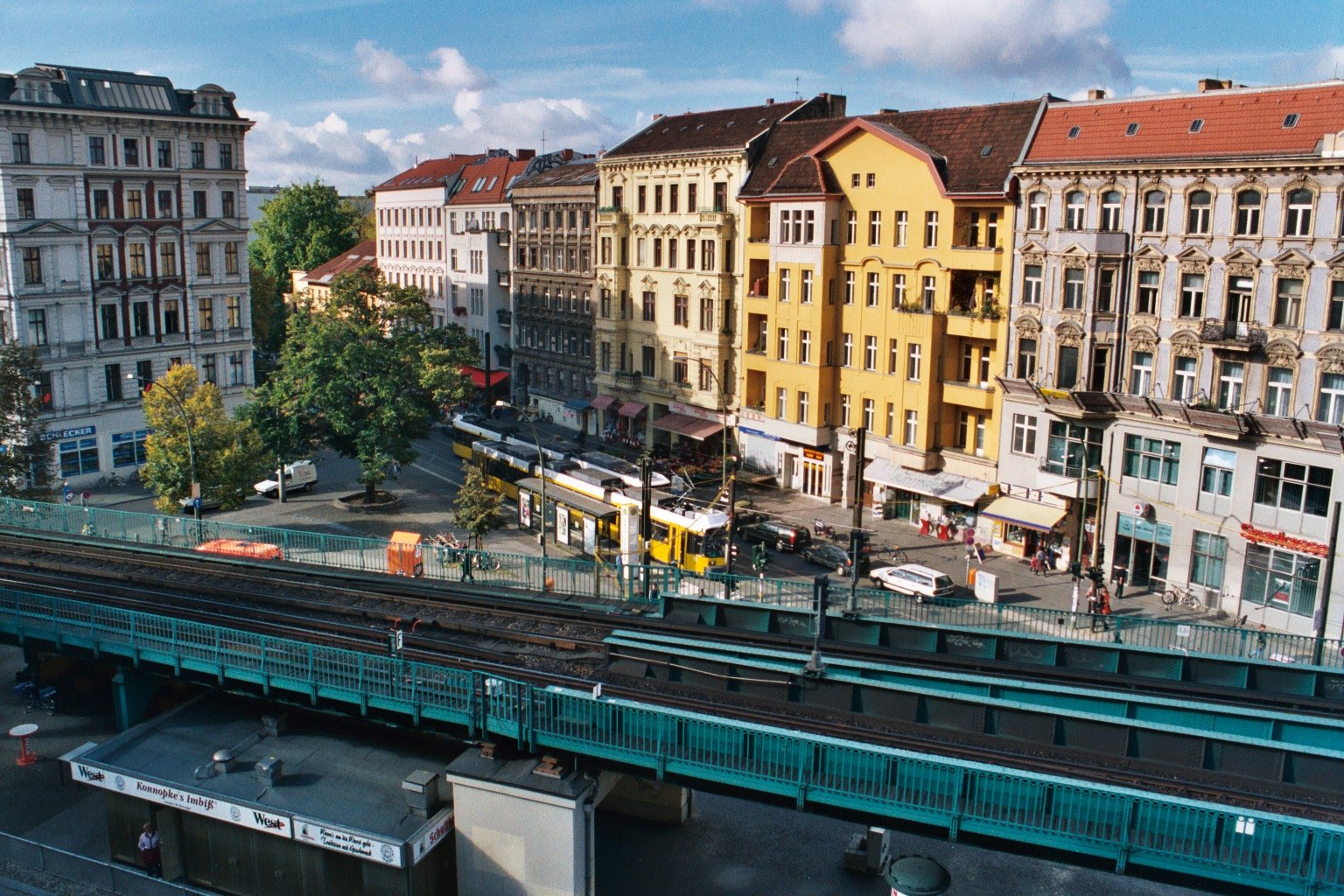
カスタニエン・アレーとシェーンハウザー・アレーの交差点付近の町並み。エバースヴァルデ通り駅がある

プレンツラウアー・ベルク（独: Prenzlauer Berg）はドイツの首都ベルリンにある地区名。以前は1つの行政区だったが、今はパンコウ区の一部となっている。
第二次世界大戦以前は、ヴィクトリア朝やアール・ヌーヴォー等の建物が並ぶとても美しい街並みをしていた。
第二次世界大戦時にほとんど空襲を受けなかった地域なため、今でも昔ながらの奇麗な街並みが残っている所がいくつかある。
この地区は旧東ベルリン内に位置するため、東西分裂時代の東ドイツ時代は建物の修復なども進められず、かなりの老朽化が進んだ建物が立ち並ぶ暗いイメージの地域で、貧しい学生や芸術家などが住む街だった。
しかしベルリンの壁が崩壊しドイツが再統合されると、街の修復が始まり、現在では、おしゃれなカフェやレストラン、ゲイバー、クラブ、ブティック等が並ぶベルリン一のトレンディスポットとして華やかに生まれ変わっている。
特にベルリン地下鉄U2号線の駅エバースヴァルデ通り駅 (Eberswalder Straße) から南西に伸びるカスタニエン・アレー (Kastanien Allee) や、その駅の南側にある旧ビール工場を改装して建てられたレストラン、映画館、クラブ等が入ったコンプレックスであるクルトゥーアブラウエライ (Kulturbrauerei)、その近くのコルヴィッツ広場 (Kollwitzplatz) の周辺、そして毎週日曜日にフリーマーケットが開催されるマウアー・パーク (Mauer Park) 等が特に人気のスポットである。
またそのエバースヴァルデ通り駅のすぐ隣のガード下にはベルリン名物のカリーヴルスト (Currywurst) の元祖第一号店もある。
前ベルリン市長であるクラウス・ヴォーヴェライトが言った「ベルリンは貧しい、でもセクシー」(Berlin ist arm, aber sexy.) の言葉にも象徴される様に、プレンツラウアー・ベルクは若いエネルギーに溢れた「自由の街ベルリン」を正に象徴する地域である。

ヴォーンシュタット・カール・レギーン
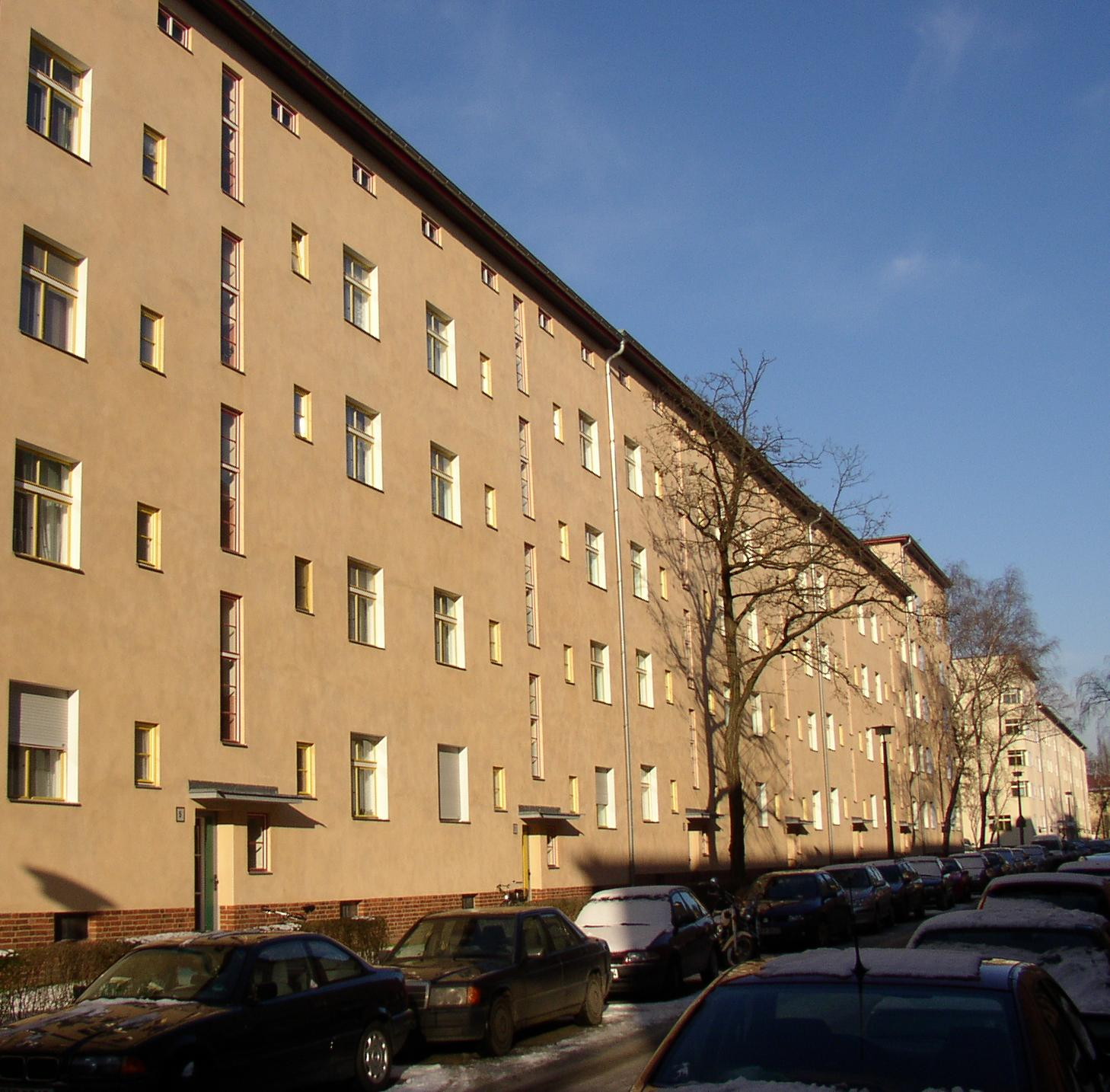
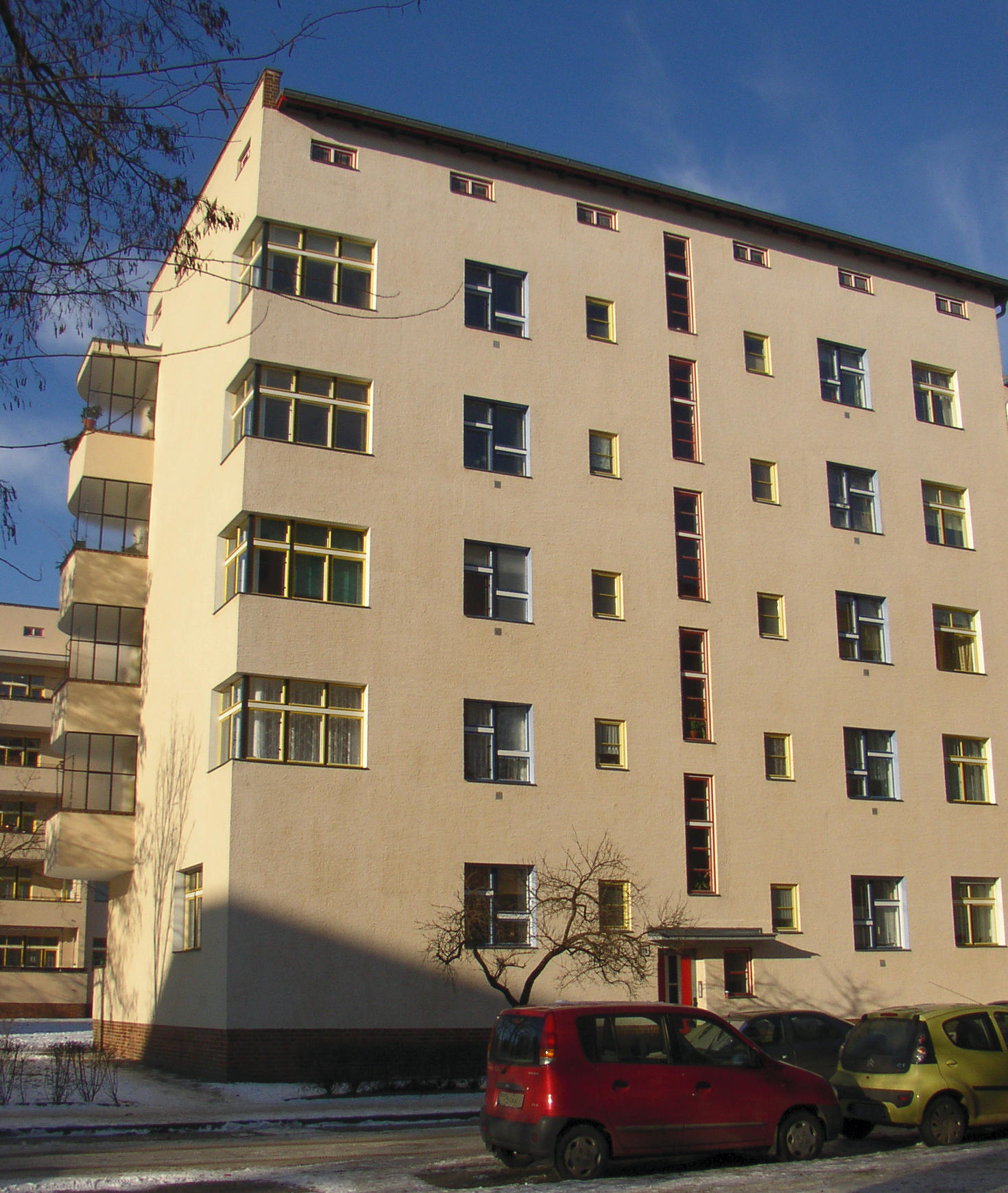
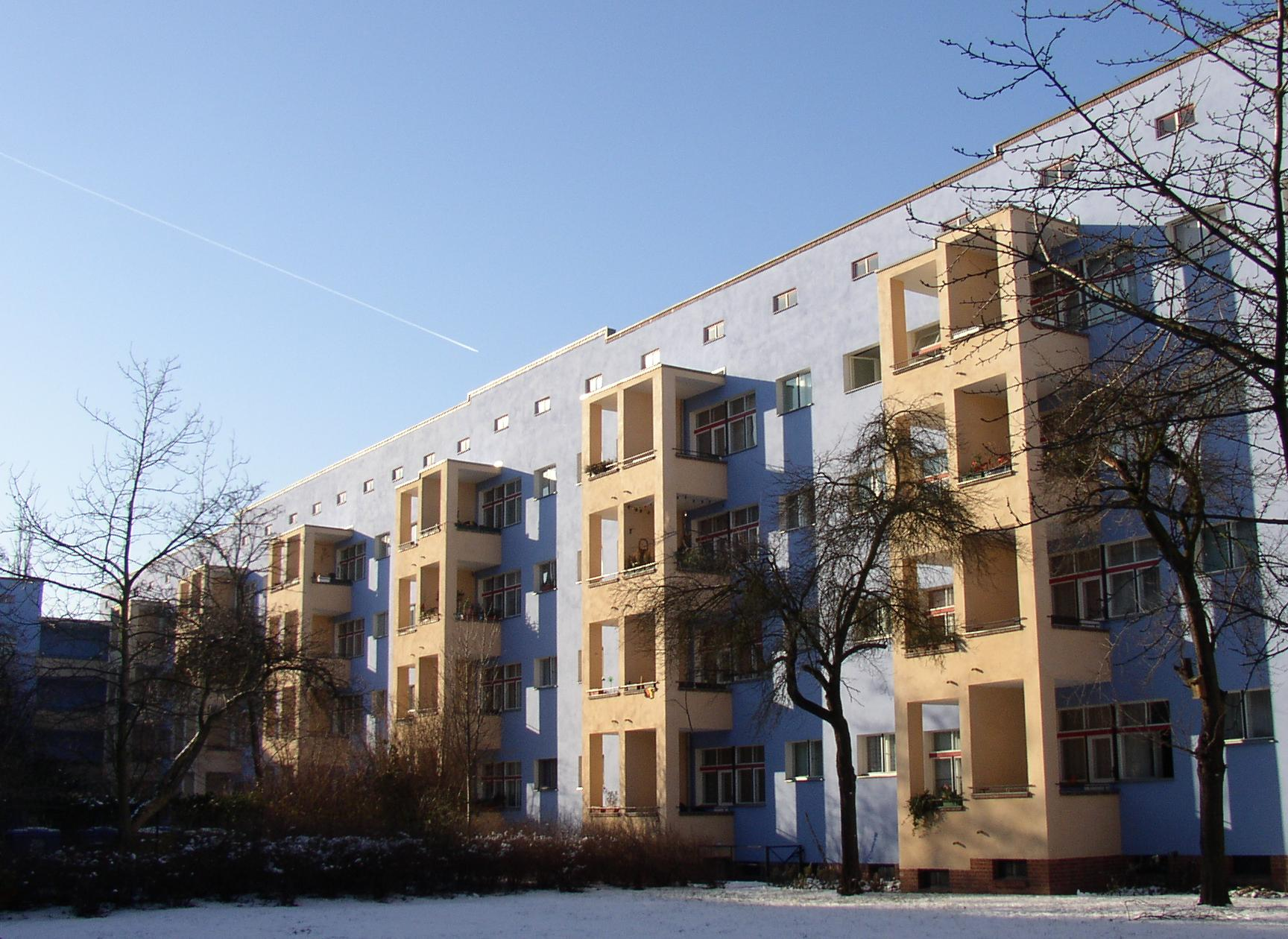
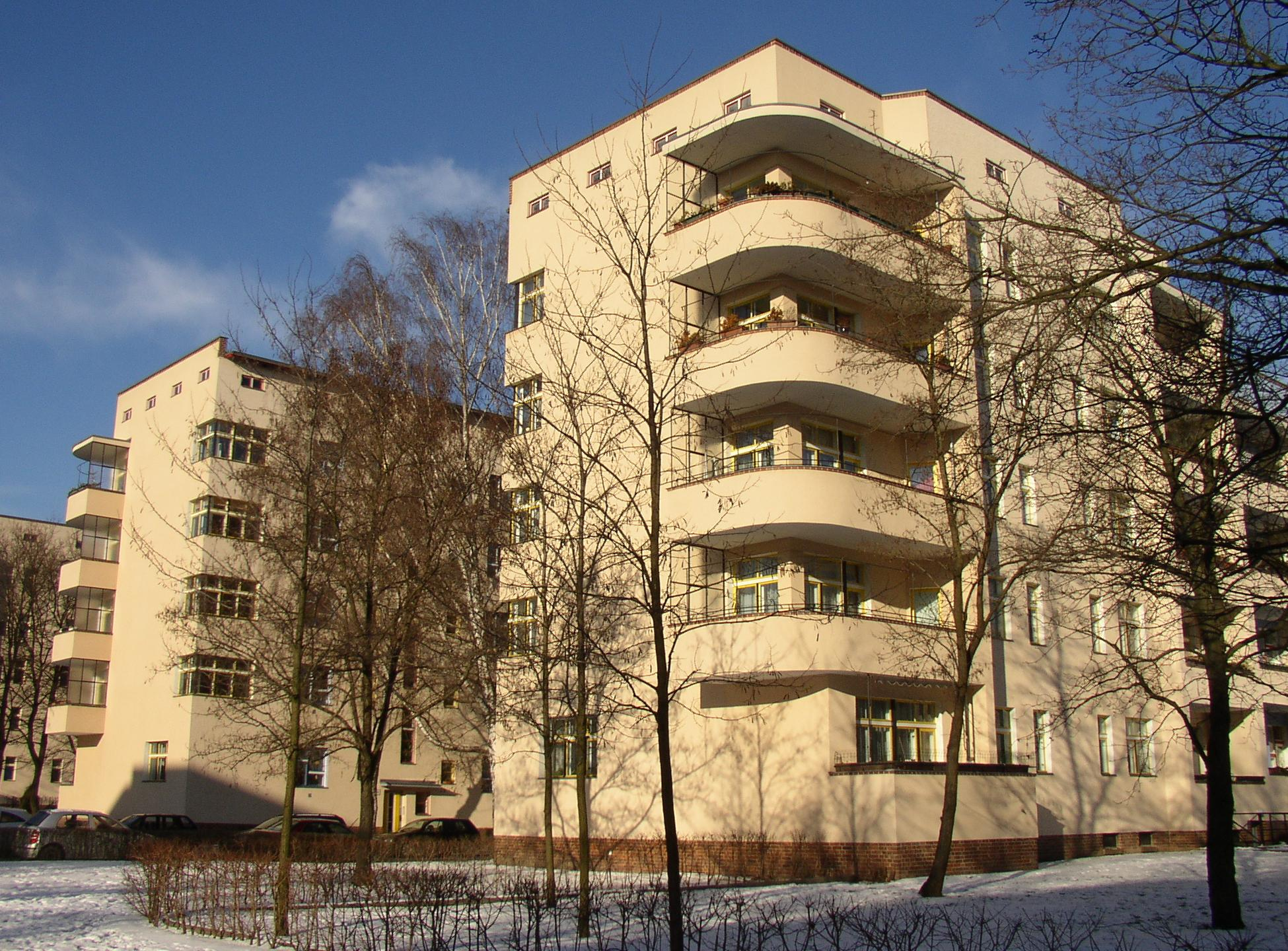
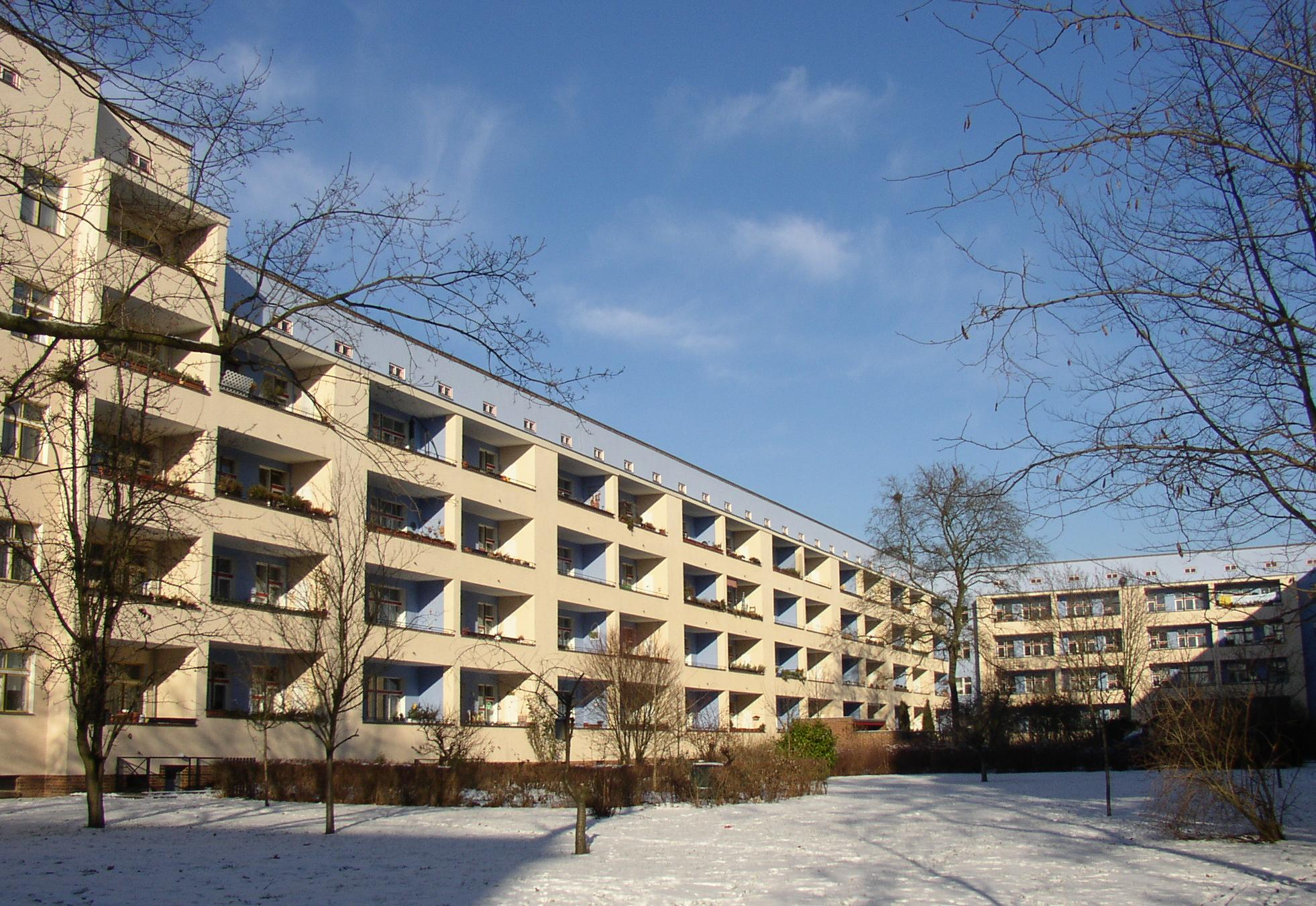